# Avargan (village en Iran)
 (novembre 2020).
Avargan (persan : اورگان, également romanisé comme Āvargān et Owregān ; également connu comme Auragūn, Āvardgān, Āverd Kān et Organ)  est un village situé dans le district rural de Chaghakhor, district de Boldaji dans le comté de Borujen, province du Tchaharmahal-et-Bakhtiari en Iran. Selon le recensement de 2006 de la République islamique d'Iran, la population du village était de 2 553 habitants et comptait 535 familles.